# Prashna Upanishad

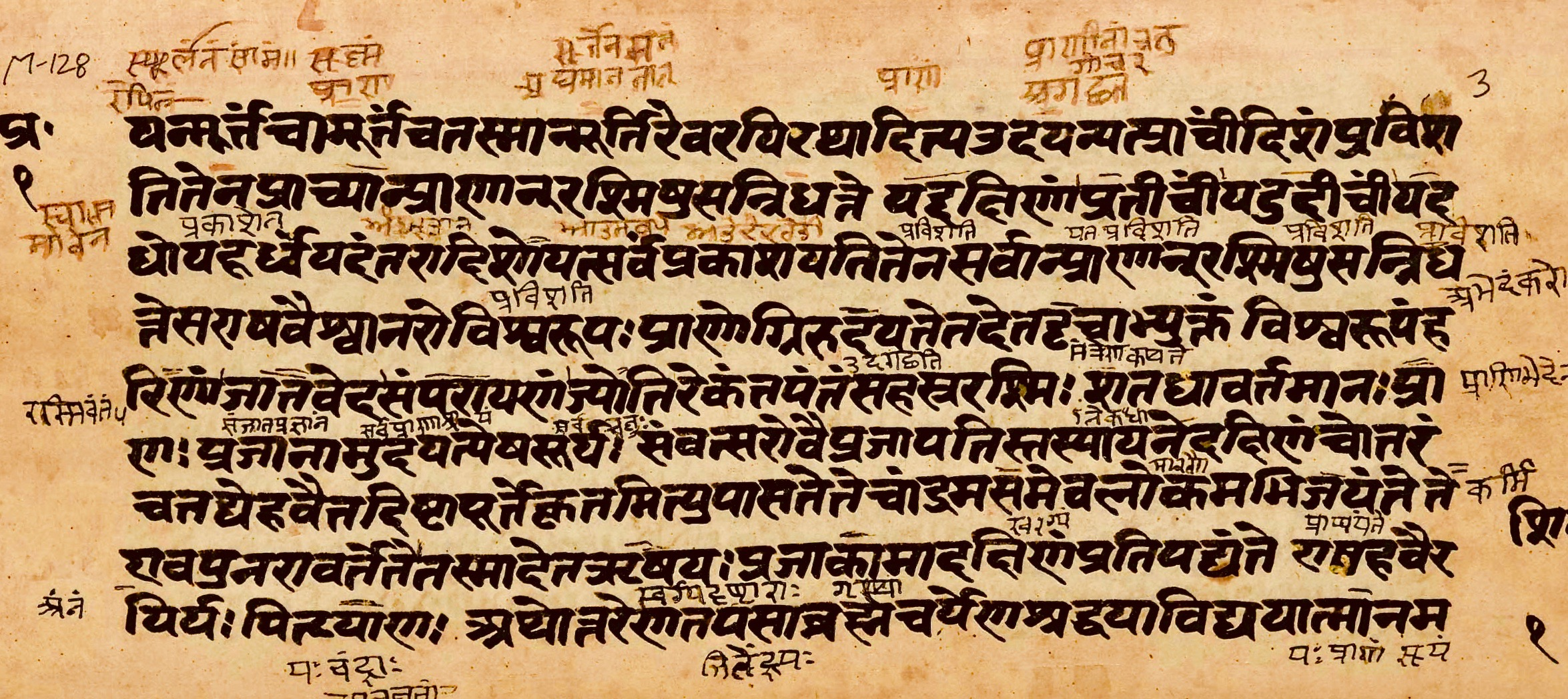
Extrait manuscrit d'une page de la Prashna Upanishad en sanskrit

La Prashna Upanishad ou Praśna Upaniṣad (Upaniṣad du questionnement) appartient à l'Atharva-Veda et fait partie des douze Upaniṣad principales (Mukhya Upaniṣad). Celle-ci a été commentée par Ādi Śaṅkara. L'upaniṣad se présente sous la forme d'un enseignement prodigué par le rishi Pippalada en réponse aux questions que lui posent six adorateurs de Brahmā.

## Première question
À la première question, « d'où naissent (les) créatures ? », le sage répond:
Prajāpati (le maître des créatures) produisit un couple : Rayi et Prāṇa. Le soleil est Prāṇa. La lune est Rayi. Ceux qui se contentent de l'action méritoire et du sacrifice (védisme) obtiennent le monde de la lune. De là, ils reviennent. C'est la Voie du Sud. Ceux qui cherchent l'ātman par l'ascèse, l'abstinence, la foi, la connaissance, parviennent au soleil, le réceptacle des créatures, l'immortalité, la voie supérieure. « De là, on ne revient pas ». C'est la Voie du Nord.

### Commentaire
Prāṇa est analogue au soleil, aux énergies Yáng.
Rayi est analogue à la lune, les énergies yin.
La Voie du sud représente la connaissance inférieure. Elle est exprimée par les Veda. Son moyen est le sacrifice ; son but, la jouissance des biens de ce monde (Bhukti).
La Voie du Nord représente la connaissance supérieure. Elle est exprimée par les upanishad du Vedānta. Son moyen : l'ascèse, l'abstinence, la foi, la connaissance. Son but : le renoncement au monde et la délivrance (mukti).
Cette première réponse exprime parfaitement le changement d'époque qui sépare l'idéologie védique, ritualiste et sacrificielle de l'idéologie védantique, basée sur le renoncement aux biens de ce monde.

## Deuxième question
À la question « combien y a-t-il de deva, qui supportent la créature ? », le sage dit :
L'ākāśa (espace, éther), est ce deva. Mais aussi le vent, le feu, l'eau, la terre, la voix, le mental, la vue, l'ouïe. Supérieur aux éléments, aux sens externes et interne (le mental) est le prāṇa. Tous en dépendent. C'est lui qui soutient les activités corporelles, vitales, mentales. Il est Agni (le feu), Sūrya (le soleil), le nuage, le vent, mais aussi terre, lune, breuvage d'immortalité. 
« Comme les rayons d'une roue dans leur moyeu, tout est établi en prāṇa ».

## Troisième question
À la question « d'où naît ce prāṇa », le sage dit :
« Le prāṇa naît de l'ātman ». « Il vient dans ce corps par l'action du karma ». Se partageant en cinq souffles, apāna (le souffle subtil) va dans les organes d'excrétion et de génération, prāṇa (lui-même) va dans les yeux, les oreilles, la bouche et le nez. Samāna soutient les activités digestives. L'ātman réside dans le cœur. « Là, il y a cent et un canaux. Chacun a cent branches qui ont chacune 72 000 ramifications. En eux circule le vyāna » (6). Par le canal du haut, la sushumna, « udana conduit l'homme pur dans un monde pur, l'homme impur dans un monde impur et avec l'une et l'autre qualité dans le monde de l'homme »(7). « Le soleil est le prana extérieur. » Apāna régit la terre. L'ākāśa est samāna et le vent est vyāna. La chaleur lumineuse (tejas) est udāna. « Ceux chez qui elle s'affaiblit s'acheminent vers une autre naissance avec leur sens résorbés dans le mental. »